# Náutico Capibaribe

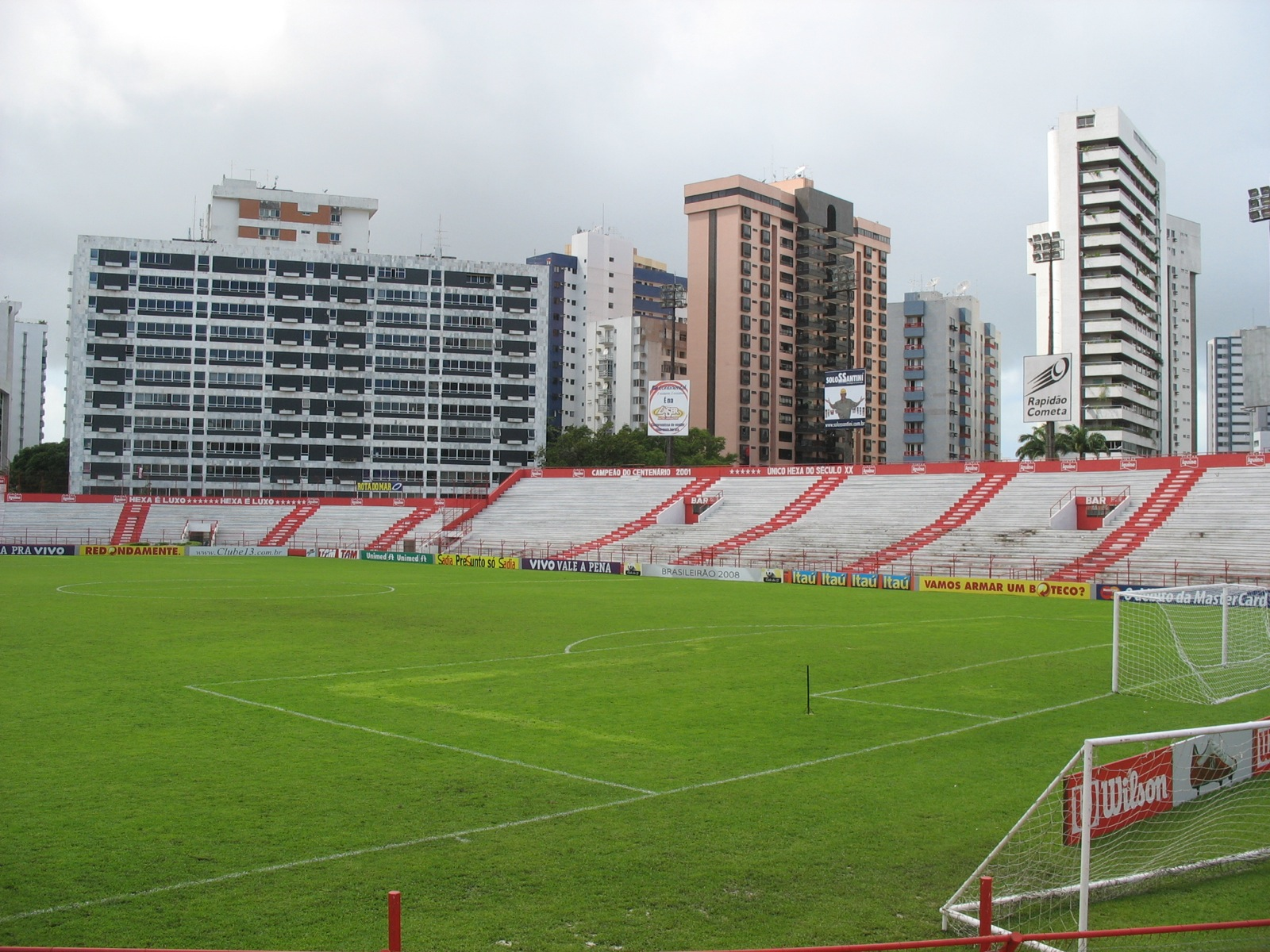
Estádio dos Aflitos

Clube Náutico Capibaribe este o echipă de fotbal din Brazilia. 